# Tetradium
Tetradium er en slægt med 5-10 arter, som er udbredt i Østasien. Ofte kaldes slægt og arter for "Euodia" (eller "Evodia"), og det skyldes, at de tidligere var placeret dér. Det er små, stedsegrønne eller løvfældende træer eller buske med modsatte blade, der er helrandede, blanke og uligefinnede. De små, uanselige blomster er samlet i endestillede toppe eller halvskærme. Træerne er enbo. Frugterne er blålige eller sorte bær.
Her omtales kun de arter, der af og til ses dyrket i Danmark.
| Arter |

- Bitræ (Tetradium daniellii) – kaldet "Koreansk Euodia" på KVL)
- Tetradium hupehensis